# 细辐射枝蔺藨草
细辐射枝蔺藨草（学名：Trichophorum filipes）为莎草科蔺藨草属下的一个种。